# Watsky
George Virden Watsky, né le 15 septembre 1986 à San Francisco, en Californie, est un rappeur, poète et slameur américain, connu pour rapper extrêmement vite, ce qui lui vaut le titre du rappeur le plus rapide du monde.

## Biographie

### Jeunesse et poésie
George Virden Watsky est né le 15 septembre 1986 à San Francisco, en Californie, . George a un frère jumeau, Simon, qui est pilote d'hélicoptère. Watsky étudie à la San Francisco University High School et à l'Emerson College de Boston duquel il est diplômé en 2010,.
Watsky remporte une douzaine de slams dans la Bay Area en 2005. Sa poésie se concentre sur des thèmes sociaux et politiques.

### DeWatskyàCardboard Castles(2009–2014)
En 2009, Watsky produit un album hip-hop intitulé Watsky. Watsky est cité par The Boston Globe en 2009. En 2010, il publie l'album Guilty Pleasures, en téléchargement gratuit sur son site. Produit par Procrastination (Tobias Butler), Guilty Pleasures contient des mashups entre chansons populaires et chansons issues de son premier album.
Le 10 juin 2012, Watsky publie une mixtape intitulée Nothing Like The First Time en parallèle à sa tournée officielle aux côtés de Creme Fraiche et Dumbfoundead. Les performances s'effectuent à Chicago, New York, Boston, Northampton, Jacksonville, Atlanta, et Londres. En août 2012, Watsky publie Live! at the Troubadour, un CD concert intégralement mixé de son show à Los Angeles. En 2012, Watsky lance une société de production avec Brad Simpson appelée Steel Wool Media. Il publie ensuite son deuxième album, Cardboard Castles, le 12 mars 2013. Il annonce par la suite la tournée Cardboard Castles, à travers toute l'Amérique du Nord dans des villes comme Philadelphie et Toronto. Il tourne aussi en Europe au Royaume-Uni, en Allemagne, en Suisse, en Autriche, en Belgique et aux Pays-Bas. Le premier single de l'album, Strong As An Oak est publié le 22 janvier 2013. Le second single de l'album, Moral of the Story est publié le 5 février 2013. Le troisième single, Hey, Asshole est publié le 19 février 2013, et fait participer Kate Nash.
Le 17 novembre 2013, au cours du Vans Warped Tour à Londres, il monte sur une traverse d'éclairage située une dizaine de mètres au-dessus du public et se jette dans la foule. Une femme n'ayant pas eu le temps de s'écarter a eu le bras cassé. Il s'en sort vivant, mais le concert est interrompu après l'incident. Le show continu cependant peu après. Cet épisode marquera beaucoup George Watsky qui affichera une mine consciencieuse et sobre lors des concerts suivants, et n'hésitera pas à s'expliquer à son public sur les réseaux sociaux.

## Discographie

### Albums studio
- 2007 : Invisible Inc
- 2009 : Watsky
- 2011 : A New Kind of Sexy
- 2013 : Cardboard Castles
- 2014 : All You Can Do
- 2016 : x Infinity
- 2019 : Complaint
- 2020 : Placement
- 2023 : Intention

### EPs
- 2010 : Guilty Pleasures (avec Procrastination)
- 2012 : Watsky and Mody EP (avec Kush Mody)
- 2012 : Nothing Like The First Time

### Albums live
- 2012 : Live! From the Troubadour
- 2014 : All You Can Do LIVE!

## Collaborations
- George Watsky est également connu sur Internet pour avoir participé à plusieurs épisodes de Epic Rap Battles of History, une émission des Américains Nice Peter et EpicLLOYD, le concept étant de mettre en scène une battle de rap entre des personnalités réelles et/ou fictives. Le fait de pouvoir chanter très vite le fit vite connaître sur le Net et lui fit gagner de nombreux fans.